# Reynir Sandgerði

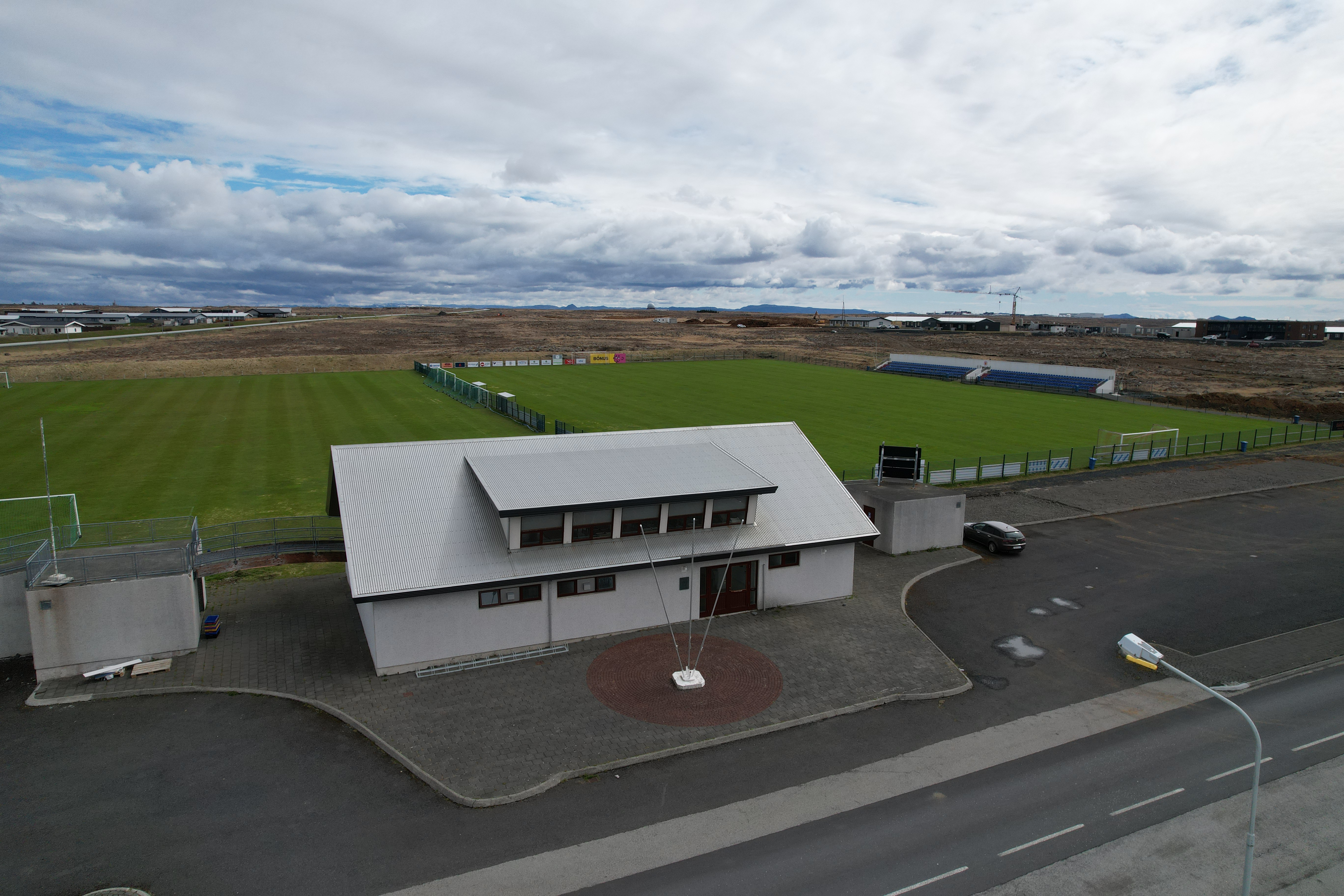
Reynir Sandgerði, 2024

Reynir Sandgerði ist ein isländischer Sportverein aus dem auf der Halbinsel Suðurnes gelegenen Sandgerði.

## Geschichte
Der Klub wurde 1935 gegründet.

### Fußball
Die Fußballmannschaft gehörte 1955 zu den Gründungsmitgliedern der in mehreren Staffeln ausgetragenen 2. deild karla und qualifizierte sich am Ende der Spielzeit 1955 für die Aufstiegsspiele zur ersten Liga, wo sie an ÍBA Akureyri scheiterte. Bis zum Abstieg in die Drittklassigkeit am Ende der Spielzeit 1962 gehörte sie der Spielklasse an, in die die Mannschaft für die Spielzeit 1965 noch einmal zurückkehrte. Zwischen 1977 und 1979 und nach dem direkten Wiederaufstieg zwischen 1981 und 1983 spielte sie nochmals in der zweithöchsten Spielklasse. Erst zur Zweitliga-Saison 1997 gelang der erneute Aufstieg, dem jedoch nach nur einem Saisonsieg der direkte Wiederabstieg folgte. Zum erneuten Aufstieg vergingen knapp zehn Jahre, die Spielzeit 2007 beendete die Mannschaft jedoch erneut als Tabellenschlusslicht und stieg mit drei Punkten Rückstand auf KA Akureyri direkt wieder ab. Später pendelte der Klub zwischen drittem und viertem Spielniveau.

### Basketball
Die Basketballmannschaft wurde 1980 ins Leben gerufen. 1989 erreichte sie die Úrvalsdeild, konnte sich aber nicht dauerhaft in der höchsten Spielklasse etablieren. Zwischenzeitlich nur noch drittklassig antretend wurde die Mannschaft 2021 vom Spielbetrieb zurückgezogen.